# Departamento de Keita
Keita  es un departamento de la Región de Tahoua en Níger. Su capital es la ciudad de Keita.

## Departamentos con población en diciembre de 2012
- Garhanga 69,712
- Ibohamane 88,724
- Kéita 67,304
- Tamaské 111,358[1]

## Geografía
El Departamento de Keita se ubica en el centro de la República de Níger y cubre un área de más de 4,860 km² caracterizado por una meseta con pendientes rocosas y valles formando un complejo sistema de cuencas hidrográficas expuesto a fuertes vientos y a la erosión del agua.

## Clima
La zona tiene un clima saheliano, con temperaturas medias por encima de los 29 °C, una corta temporada de lluvia (de junio a septiembre) y una precipitación anual entre 400 y 500&mm. Todo ello representa factores restrictivos para el desarrollo humano en la zona 
Entre 1960 y 1990, una disminución de las precipitaciones anuales se observó, especialmente durante el mes de agosto, con un cambio de latitud de 30km del noreste al suroeste.  

### Amenaza ecológica
La década entre los dos grandes períodos de sequía de 1973 y 1984 representa una línea de demarcación entre dos sistemas medioambientales y socioeconómicos diferenciados. Un proceso de sinergias negativo, que parece irreversible, golpeó el ecosistema del departamento llevándolo cerca de un punto de no retorno en términos ecológicos: la producción de cereal cayó y las manadas de ganado fueron diezmadas. En 1984 el área parecía destinada a convertirse de nuevo en una zona de muy baja densidad de población, como había sido al comienzo del siglo XX, con escaso futuro.

## Población
El valle de Keita siempre ha representado una frontera del desierto del Sahara, permitiendo el desarrollo de comunidades multiétnicas compuestas por campesinos provenientes de las regiones del sur y nómadas del norte. La población total aumentó desde 65.000 habitantes en 1962 hasta 230.000 en 2003.
En 2011, la población total del departamento era de 303.469 habitantes.